# Académie militaire philippine
L'Académie militaire philippine (anglais : Philippine Military Academy ou PMA, tagalog : Akademiyang Militar ng Pilipinas; espagnol : Academia Militar de Filipinas) est la première académie militaire des Philippines, aspirant à former les officiers des Forces armées des Philippines.

## Histoire
L'Académie militaire philippine est située au Fort Gregorio del Pilar à Baguio. Elle est une institution qui a pour but de former les futurs officiers des Forces armées des Philippines. Elle trouve ses racines dans la création par le général Antonio Luna de l'Academia Militar à Malolos, officialisée par décret par le premier président du pays, le général Emilio Aguinaldo le 25 octobre 1898. Elle a ensuite été déplacée à Baguio en 1908 alors que les Philippines étaient sous occupation américaine. Dédiée à instruire et former ses cadets avec les compétences militaires fondamentales, elle vise à répondre aux normes internationales en matière d'académie militaire.
La PMA propose des programmes universitaires et des programmes militaires pour hommes et femmes. Les programmes universitaires comprennent les départements de sciences de la gestion, de mathématiques, de sciences humaines, de sciences physiques, de sciences de l'ingénieur et de sciences de l'information et de l'informatique, tout en offrant le développement du leadership, l'éducation physique, la guerre au sol, la guerre aérienne et la guerre navale en ce qui concerne le programme militaire.

## Anciens élèves célèbres

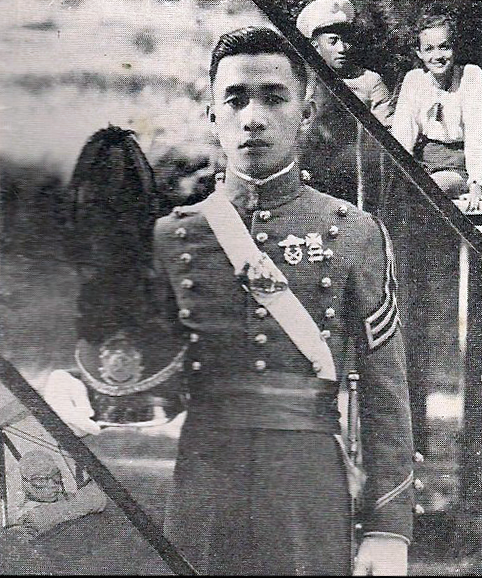
Ramon A. Alcaraz (en), héros de la deuxième guerre mondiale
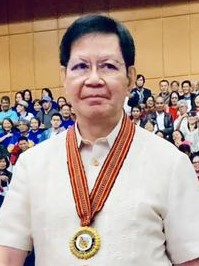
Panfilo Lacson (en), sénateur
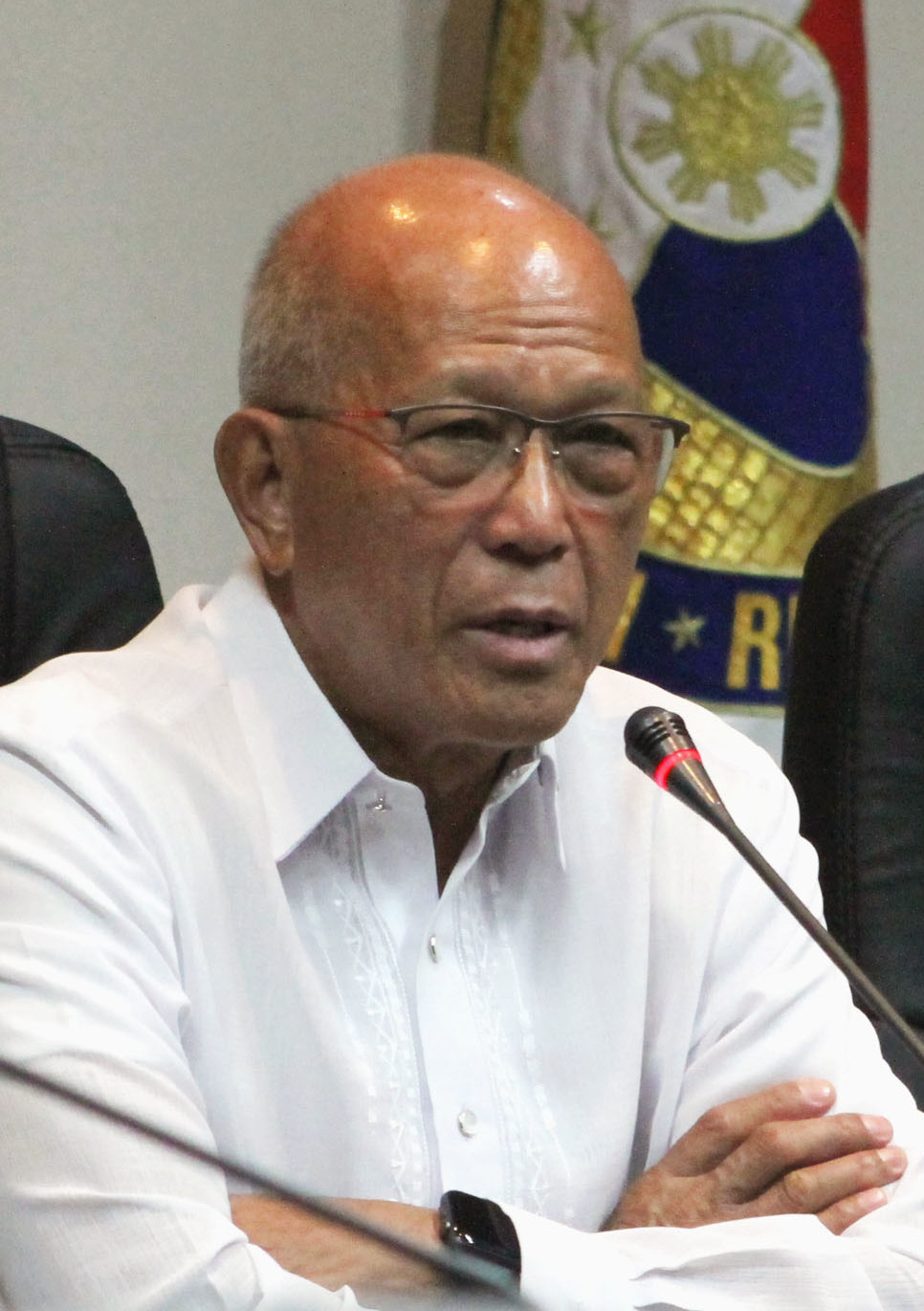
Delfin Lorenzana, secrétaire à la Défense nationale
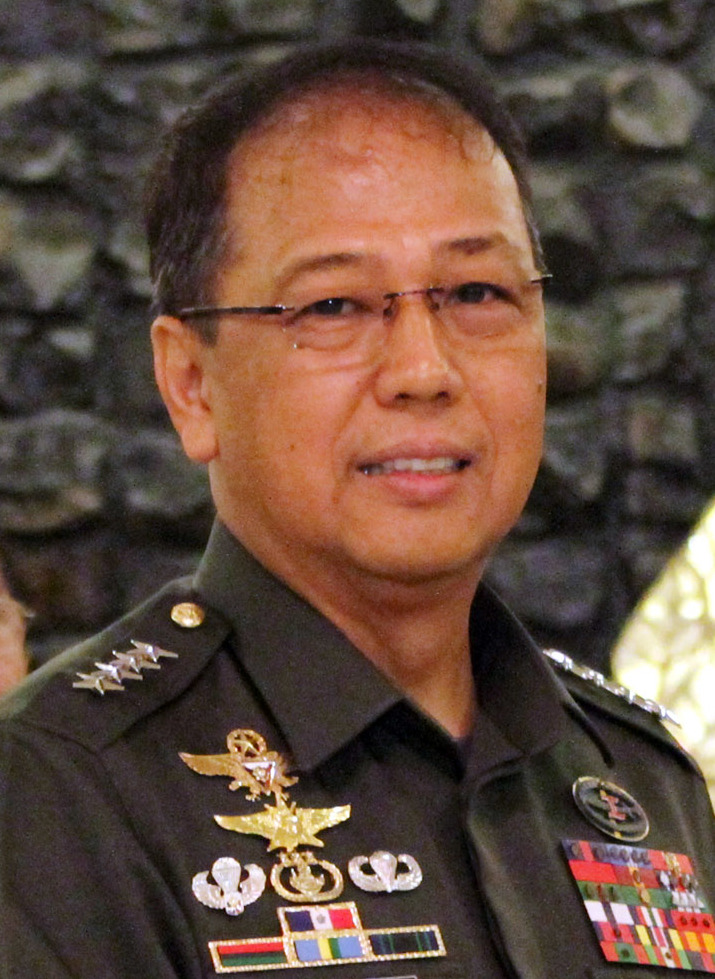
Carlito Galvez Jr. (en), commandant durant la bataille de Marawi
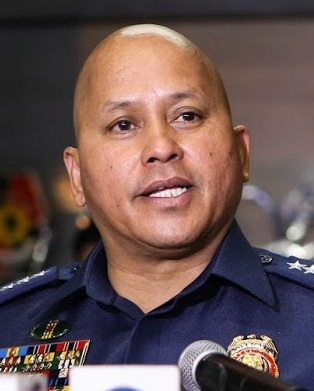
Ronald Dela Rosa (en), ancien chef de la Police Nationale Philippine
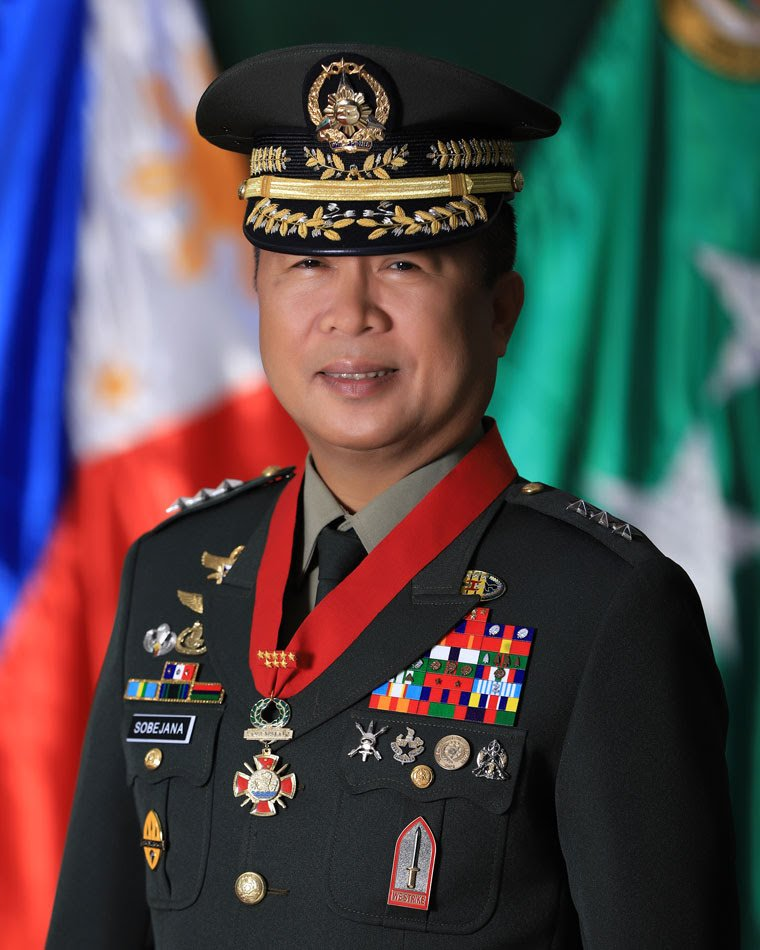
Cirilito Sobejana (en), général en chef des Forces armées des Philippines